# Orthogrimmia triformis
Orthogrimmia triformis là một loài Rêu trong họ Grimmiaceae. Loài này được (Carestia & De Not.) Ochyra & Żarnowiec mô tả khoa học đầu tiên năm 2003.